# Models 1
Models 1 — британське модельне агентство, яке співпрацює з моделями обох статей. Засноване 1968 року в Лондоні.
Серед моделей, які співпрацювали з агентством: Лінда Євангеліста, Періс Гілтон, Роузі Гантінгтон-Вайтлі, Клаудія Шиффер, Наташа Полі.